# Zgoda zastępcza (transplantologia)
Zgoda zastępcza – w bioetyce zgoda udzielana za pacjenta przez kogoś innego, w zastępstwie. Stosowanie jej wiąże się z jednym z systemów pozyskiwania narządów od dawców zmarłych w transplantologii.

## Problem zgody na dawstwo narządówex mortuoi modele pozyskiwania narządów
Niejednokrotnie jedyną możliwością przedłużenia życia chorego jest przeszczepienie mu narządu. Jednakże kluczowe dla życia narządy nieparzyste pobrać można tylko od dawcy, który już nie żyje (reguła martwego dawcy). Potrzeby takie są duże. Przykładowo w Polsce w 1995 odnotowano około 3500 zgonów spowodowanych niewydolnością nerek (około 70% chorych). Sytuacja w następnych latach poprawiała się, ale niedobór narządów do przeszczepów pozostaje faktem. Tymczasem idealni kandydaci na dawców narządów to osoby młode, zdrowe, bez chorób przewlekłych, zmarłe na skutek jakiegoś nieszczęśliwego wypadku (jako przykład najczęściej podaje się wypadek na motocyklu). Jednakże ludzie tacy rzadko myślą o śmierci. Młody i zdrowy człowiek rzadko zastanawia się, co będzie się działo z jego ciałem po śmierci. Zazwyczaj też nie wydaje żadnych dyspozycji na ten temat.
Nie wypracowano na świecie jednolitego stanowiska co do rodzaju zgody koniecznej dla pobrania narządów od zmarłego dawcy. Stworzono różne modele pozyskiwania narządów w takiej sytuacji. Zaliczają się tu model rutynowego pozyskiwania (jego wariantami są model pozyskiwania narządów bez konieczności pytania źródeł o zgodę i model zgody domniemanej), model oparty na rzeczywistej zgodzie, model rynkowy (wprowadzony tylko w przypadków dawców żywych w Iranie) oraz model dawstwa wynagradzanego (w postaci hybrydowej i niehybrydowej, stosowany między innymi w USA). Najczęściej stosowanym z wymienionych jest model zgody domniemanej. Ma on dwie formy: silną, najbardziej rozpowszechnioną, i słabą. Formy te różni podejście do zgody zastępczej udzielanej w imieniu zmarłego dawcy przez jego bliskich.

## Słaba forma modelu zgody domniemanej
Model zgody domniemanej zakłada, że domniemywa się, iż zmarły, który za życia nie zgłosił sprzeciwu przeciwko pośmiertnemu wykorzystaniu jego narządów w celu przeszczepienia ich potrzebującemu biorcy, zgadza się na to. Brak sprzeciwu interpretuje jako zgodę. W formie silnej prawo nie przewiduje, by w przypadku niezgłoszenia sprzeciwu przez zmarłego ktoś mógł za niego wyrazić skuteczny prawnie sprzeciw (chociaż świadkowie wyrażenia przez zmarłego takiego sprzeciwu w formie ustnej mogą pisemnie potwierdzić taki sprzeciw, który będzie wtedy skuteczny). W formie słabej, nie wyłączając możliwości złożenia sprzeciwu osobiście, uznaje się również możliwość złożenia takiego sprzeciwu przez bliskich zmarłego w sytuacji, w której nie złożył on go za życia.

## Krytyka
Krytycy uznawania zgody zastępczej w przypadku pozyskiwania narządów od zmarłego dawcy nie widzą potrzeby wprowadzania takiego rozwiązania. Co więcej, uważają je nawet za niewłaściwe z moralnego punktu widzenia.
Argumentują oni, że rozwiązania takie nie respektuje należycie autonomii osoby, cedując ją na rodzinę, wyrażającą wolę za zmarłą osobę. Taka autonomia rodziny podlega krytyce. Zwolennicy silnej formy omawianego modelu uznają, że skoro zmarły człowiek nie wyraził za życia sprzeciwu na pobranie od niego narządów, to zgadzał się na taką ewentualność po śmierci, wyrażał autonomiczną zgodę na dawstwo. Instytucję zgody zastępczej stosuje się w sytuacjach, gdy pacjent z jakiegoś względu nie jest kompetentny do samodzielnego jej wyrażenia. Może być na przykład małoletni albo też jego stan zdrowia może uniemożliwiać mu udzielenia zgody (niekompetencja faktyczna – Kazimierz Szewczyk podaje tu jako paradygmat przypadek Karen Quinlan czy Saikewicza). Zmarły mógł za życia podjąć decyzję co do zostania dawcą po śmierci. Był kompetentny i jeśli nie wyraził sprzeciwu, należy taką decyzję uszanować. Sprzeciw rodziny naruszałby więc autonomiczny wybór potencjalnego dawcy.
Inny argument podnosi, że pytanie rodziny o zgodę na dawstwo byłoby nałożeniem na nią znacznego ciężaru. Należało by je zadawać w sytuacji niezwykle ciężkiej dla bliskich zmarłego, krótko po śmierci bliskiej im osoby, co więcej, ze względu na specyfikę pozyskiwania narządów, często zmarłego w sposób nagły, niespodziewany. Zgodnie z takim poglądem zadawanie takich pytań w takiej sytuacji byłoby niestosowne, określa się je nawet jako „brutalne wtargnięcie w żałobę”. Podobnie argumentuje się, że zmuszanie lekarzy do prowadzenia takich rozmów obciążałoby również ich. Mogłoby też prowadzić do nadmiernej instytucjonalizacji i biurokratyzacji sfery śmierci i żałoby.
Porównuje się również decydowanie rodziny o losach narządów zmarłego do rozporządzania jego majątkiem. Inny argument mówi, że takie rozwiązanie przekształciłoby w rzeczywistości model zgody domniemanej w model jawnego braku sprzeciwu bliskich.
Poza tym wprowadzenie zgody zastępczej zmniejszyłoby podaż narządów do przeszczepów. Dodatkowo uwrażliwiłoby dostępność narządów od chwiejnych opinii społeczeństwa, jego lęków podsycanych przez media, związanych z mitem Frankensteina.